# Louise Augusta af Danmark
Louise Augusta af Danmark (7. juli 1771 på Hirschholm Slot – 13. januar 1843 på Augustenborg Slot) var dansk prinsesse til sit giftermål.
Officielt var hun datter af Christian 7. og Caroline Mathilde, men det formodes, at hendes biologiske far var Johann Friedrich Struensee.

## Ægteskab
Hun blev den 27. maj 1786 gift med Frederik Christian af Augustenborg og blev efter giftermålet tituleret hertuginde af Augustenborg.
Ægteskabet var godt i en del år, men Louise Augusta var sin mand utro, og tog endda sin bror, den senere konge Frederik 6.s parti i en sag, der betød stort nederlag for hendes mand. De levede derfor i mange år adskilt i samme hus og undgik hinanden. Da de endelig blev forsonet, døde han kort efter.[kilde mangler]

## Børn
Parret fik tre børn:
- Caroline Amalie (1796-1881), 1839-48 dronning af Danmark, gift med Christian 8.
- Christian August (1798-1869), fra 1814-52 hertug af Augustenborg, gift 1820 med komtesse Louise Sofie Danneskjold-Samsøe (1796-1867).
- Frederik (1800-1865), fra 1832-51 prins af Nør, gift 1. gang 1829 med komtesse Henriette Danneskjold-Samsøe (1806-58), gift 2. gang 1864 med ms. Lee (amerikaner).

Herefter endte alle hendes graviditeter med aborter.

## Skønlitteratur
Maria Helleberg skrev i 2003 en historisk roman: "Kærlighedsbarn" der handler om Louise Augusta.